# 尼爾斯·范德普爾

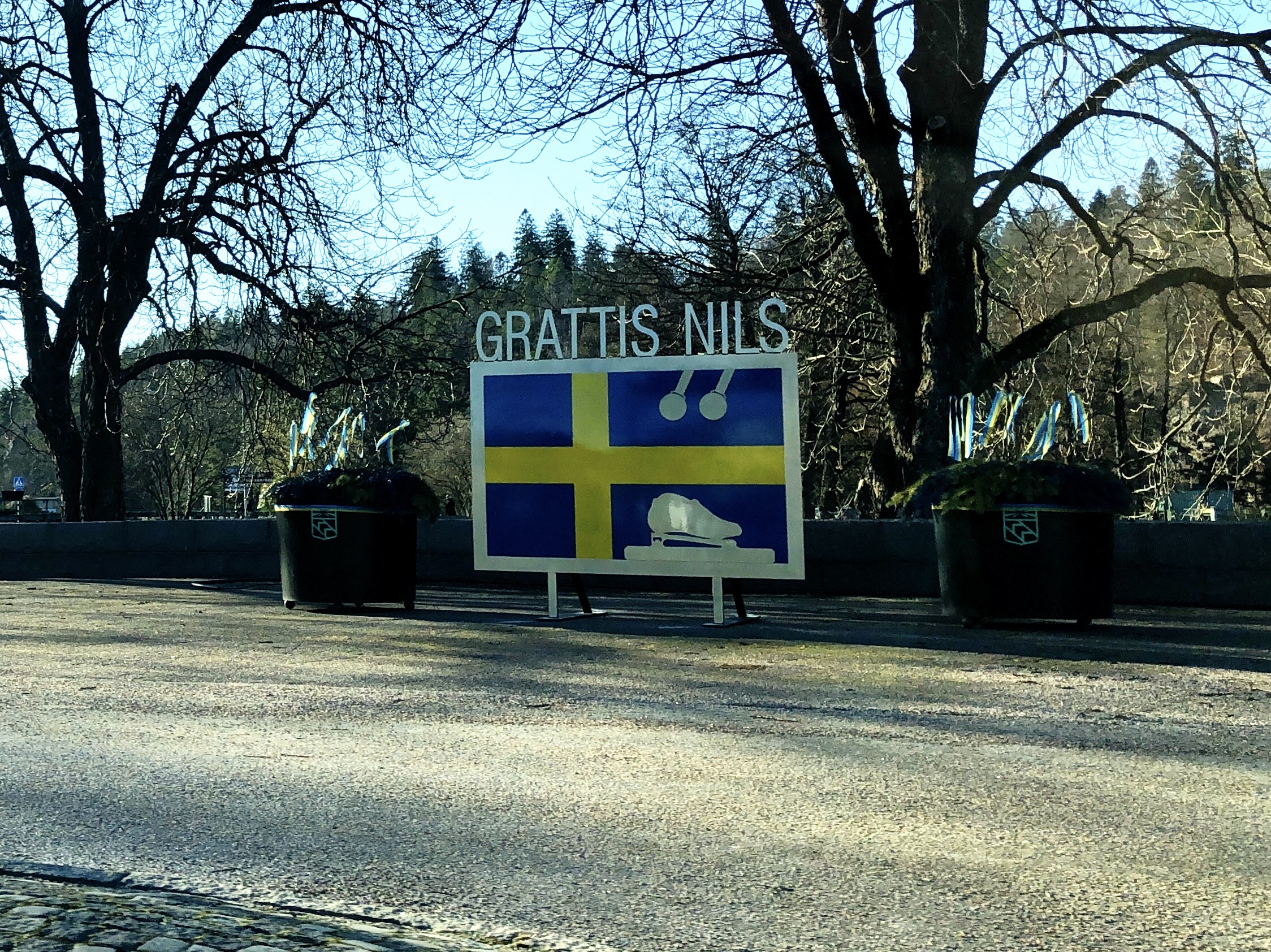
特羅爾海坦纪念范德普尔在2022年北京冬奥会夺冠

尼尔斯·约兰·范德普尔（瑞典語：Nils Göran van der Poel，瑞典語發音：[ˈnɪls fan dɛ(r) ˈpʰuːl]，1996年4月25日—），瑞典速度滑冰運動員。
2021年2月11日，范德普爾在2021年世界速度滑冰锦标赛上奪得5000米金牌和10000米金牌，10000米的成績打破世界紀錄。
他代表瑞典隊參加了中國舉行的2022年冬季奧林匹克運動會，並且在男子5000米和10000米比賽上獲得金牌。此外他還打破5000米奧運紀錄和10000米世界紀錄。
2022年2月底，范德普尔将自己获得的其中一枚冬奥金牌交给桂民海的女儿Angela，作为赠送给桂民海的礼物，范德普尔表示中国政府正在利用运动员的奥运梦来合法化其政权，并希望中国人权状况能够改善，同时桂民海能够得到释放。
2022年3月，范德普尔宣布会在2021–22赛季后结束速度滑冰生涯。